# Walter Schneiter
Walter Schneiter (* 18. Juni 1918 in Zürich; † 18. Dezember 1975) war ein Schweizer Fussballspieler.

## Karriere

### Verein
Schneiter spielte während seiner aktiven Laufbahn hauptsächlich für den FC Zürich mit einem Zwischenstopp bei Cantonal Neuchâtel. Zu seinen grössten Erfolgen zählen die Siege in der zweiten Schweizer Liga, 1941 und 1947. Seine Karriere beendete er beim FC Baden.

### Nationalmannschaft
Während der WM 1950 war er Teil des Kaders der Schweizer Fussballnationalmannschaft. Er kam beim Turnier in Brasilien jedoch nicht zum Einsatz. Insgesamt lief er zwischen 1949 und 1950 dreimal für die «Nati» auf.